# Cariniana pachyantha
Cariniana pachyantha é uma espécie de árvore de grande porte, da família Lecythidaceae.
É endêmica de São Paulo de Olivença, Amazonas, Brasil, da floresta pluvial de terras baixas. Conhece-se apenas o espécime-tipo.
Esta espécie está ameaçada por perda de seu habitat para a expansão urbana.